# Провинция Зара
Провинция Зара (на италиански: Provincia di Zara) е неголяма по територия, но гъсто населена италианска провинция просъществувала де юре от 12 ноември 1920 г. до 10 февруари 1947 г., като през по-голяма част от този период /с изключение на ВСВ/ обхваща само самия град Задар с околността му.
В периода 1920 – 1940 г. общата площ на провинцията е 120 квадратни километра и включва самия град Зара (Задар) с околните села с площ от 65 кв. км и четирите адриатически острова в близост с площ 65 кв. км, най-големия от които е Лагоста. Според преброяването от 1936 г. в комуната Зара живеят 22 844 души и на островите има още 2458 души. В края на 30-те години на XX век, провинцията е последният пристан в цяла Далмация на италианците, като през 1941 г. населението на комуната Задар достига около 25 000 жители, а гъстотата на населението е една от най-високите в Италия (230 души/km²). Въпреки политиката на италианизация, в провинцията продължава да има немалко сърбо-хърватско малцинство, което представлява по-голямата част от населението (93% през 1920 г. и 62% през 1940 г.) на остров Лагоста (Ластово). 
В периода 1941 – 1944 г., след края на Югославия, италианските фашисти временно разширяват територията на провинцията до 3179 кв. км. – за сметка на Независимата хърватска държава. Населението на провинцията също се увеличава близо 10 пъти, достигайки 211 900 жители. Въпреки това, в резултат на бомбардировките на Задар, който е разрушен на 90%, повечето местни италианци или са избити, или избягали в Италия. В края на 1944 г., градът и въобще територията на италианската провинция са окупирани от югославските партизани на Тито. През 1947 г. територията на италианската провинция става и официално част от нова Югославия.